# Hijos de Ramsés II
El antiguo faraón egipcio Ramsés II tuvo una vida excepcionalmente larga y gran cantidad de hijos: entre 48 y 50 varones y de 40 a 53 hijas, a quienes representó con orgullo en varios monumentos, probablemente para dar una clara imagen de su poder generador, vinculado en la cosmovisión egipcia a la fertilidad del Nilo y el propio país.
Ramsés aparentemente no hizo distinciones entre la descendencia de sus dos primeras esposas principales, Nefertari e Isis Nofret. Tanto los hijos primogénitos como las primeras hijas de las reinas tenían estatuas en la entrada del gran templo de Abu Simbel, aunque solo los hijos de Nefertari están representados en el templo más pequeño, dedicado a ella. Además de Nefertari e Isis Nofret, Ramsés tuvo otras seis grandes esposas reales durante su reinado: sus propias hijas Bintanat, Meritamón, Nebettaui y Henutmira (o era tal vez su hermana menor), y dos hijas de Hattusili III, rey de Hatti. Excepto la primera princesa hitita Maathorneferura y posiblemente Bintanat, no se sabe que ninguna haya tenido hijos supervivientes con el faraón.

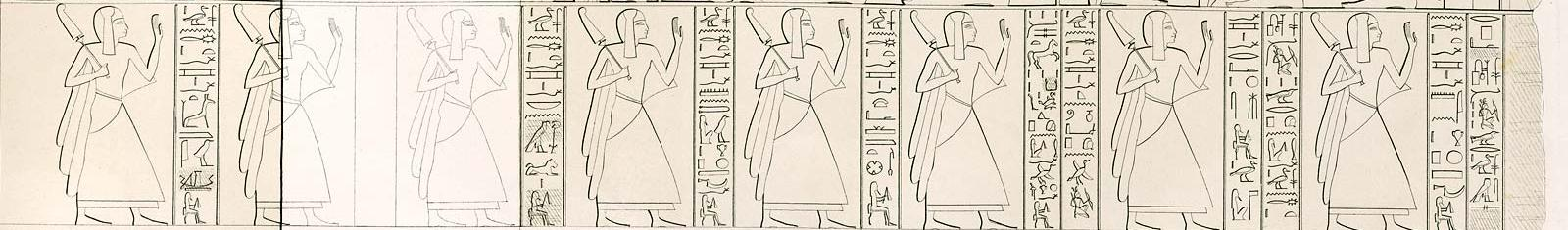
Los primeros ocho hijos de Ramsés: Amonherkhepeshef, Ramsés, Pareherwenemef, Khaemwaset, Montuherkhepeshef, Nebenkharu, Meriamón y Sethemwia. Templo de Uadi es-Sebua.

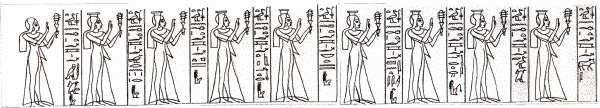
Una procesión de las primeras nueve hijas de Ramsés: Bintanat, Baketmut, Nefertari, Meritamón, Nebettaui, Isis Nofret, Henuttaui, Werenro y Nedjemmut. La mayoría de sus hijos son conocidos por procesiones como esta.

Los primeros hijos de Ramsés suelen aparecer en el mismo orden en las representaciones. Se encontraron listas de príncipes y princesas en el Ramesseum, Luxor, Uadi es-Sebua y Abidos. Algunos otros nombres proceden de ostrakas, tumbas y otras fuentes. Los hijos de Ramsés aparecen en representaciones de batallas y triunfos, como la batalla de Qadesh y el sitio de la ciudad siria de Dapur, ya al principio de su reinado (años 5 y 10, respectivamente), por lo que varios de ellos debieron nacer antes de que él ascendiera al trono. La mayoría de sus hijos fueron enterrados en la inmensa tumba KV5.
Los esfuerzos de Ramsés por tener a sus hijos representados en varios de sus monumentos están en contradicción con la tradición anterior de mantener a los niños reales, especialmente a los varones, en un segundo plano a menos que tuvieran títulos oficiales importantes. Esto probablemente se debió al hecho de que su familia no era de origen noble (su abuelo Ramsés I era un militar que alcanzó el trono de forma inesperada y tardía) y quería enfatizar su estatus real.

## Hijos
1. Amonherkhepeshef (Amón está con su brazo fuerte"), hijo primogénito de Nefertari; príncipe heredero hasta su muerte en el año 26.[6] Es probable que sea la misma persona que Seth-her-khepeshef o Sethirkopshef.
2. Ramsés (“Nacido de Ra ”), hijo mayor de Isis Nofret, príncipe heredero entre los años 25 y 50.[7]
3. Paraheruenemef ("Ra está con su brazo derecho"), el segundo hijo de Nefertari. Aparece en representaciones del triunfo después de la Batalla de Qadesh y en el templo más pequeño de Abu Simbel. Nunca fue príncipe heredero; es probable que falleciera antes que sus hermanos mayores.[7]
4. Khaemwaset ("El que aparece/apareció en Tebas"), el segundo hijo de Isis Nofret, "el primer egiptólogo" por sus trabajos de limpieza y restauración de las antiguas necrópolis de Menfis, donde fue Sumo Sacerdote de Ptah y posteriormente gobernador, príncipe heredero hasta aproximadamente el año 55.[8]
5. Montu-her-khepeshef o Montuhirkhopshef o Mentuherwenemef ("Montu es con su brazo fuerte/derecho") es mencionado en una estela de Bubastis. Una estatua de él está en Copenhague. Estuvo presente en el sitio de Dapur.
6. Nebenkharu
7. Meriamón o Ramsés-Meriamón ("Amado de Amón") estuvo presente en el triunfo y el asedio; fue enterrado en KV5 donde se encontraron fragmentos de sus vasos canopos.[9]
8. Amunemwia o Setemwia (“Amón/Set en la Barca Divina”) también aparece en Dapur. Cambió su nombre de Amunemwia a Sethemwia casi al mismo tiempo que su hermano mayor.[6]
9. Seti también estuvo presente en Kadesh y Dapur. Fue enterrado en KV5, donde se encontraron dos de sus vasos canopos, alrededor del año 53. En su ajuar funerario, su nombre está escrito Sutiy. Podría ser el mismo Seti mencionado en un ostrakón que ahora se encuentra en el Museo Egipcio de El Cairo.[10]
10. Setepenra ("Elegido de Ra") también estuvo presente en Dapur.[10]
11. Merira ("Amado de Ra") era hijo de Nefertari. Es probable que muriera a una edad temprana; un hermano suyo menor (el 18 en la lista de príncipes) probablemente recibió su nombre.[11]
12. Horherwenemef ("Horus está con su brazo derecho")
13. Merenptah ("Amado de Ptah"), hijo de Isis Nofret, príncipe heredero después del año 55, luego faraón.[12]
14. Amenhotep ("Amón está complacido o Amón está satisfecho")
15. Itamun ("Amón es el padre")
16. Meriatum ("Amado de Atum"), hijo de Nefertari. Sumo Sacerdote de Heliópolis.[9]
17. Nebentaneb/Nebtaneb (“Señor de todas las tierras”)
18. Merira
19. Amunemopet ("Amón en la fiesta de Opet")
20. Es probable que Senakhtenamon ("Amón le da fuerza") haya residido en Menfis, como sugiere una placa votiva perteneciente a su sirviente Amenmose.
21. Ramsés-Merenre
22. Djehutimes/Thutmosis (“Nacido de Thot”)
23. Simontu ("Hijo de Montu") era el supervisor de los viñedos reales en Menfis. Estaba casado con Iryet, hija de un capitán sirio, Benanat.[13]
24. Montuemuaset (“Montu en Tebas”)
25. Siamón ("Hijo de Amón")
26. (Ramsés) - Siptah ("Hijo de Ptah") era probablemente el hijo de una concubina llamada Sutererey. Un relieve de ambos se encuentra en el Louvre. Un Libro de los Muertos, que probablemente era suyo, está ahora en Florencia.
27. Desconocido
28. Montuenheqau ("Montu está con los gobernantes")

Los siguientes hijos de Ramsés se conocen de varias fuentes distintas de las listas:
- Astarteherwenemef (“Astarté está con su brazo derecho”) se muestra en un bloque de piedra originario del Ramesseum, reutilizado en Medinet Habu. Su nombre muestra influencia asiática como el de Bintanat y Mahiranat.[6]
- Geregtaui ("Paz de las dos tierras") se conoce por un bloque de piedra, del Ramesseum, reutilizado en Medinet Habu.[6]
- Merimontu ("Amado de Montu") fue representado en Uadi es-Sebua y Abidos.[9]
- Neben[…] se menciona en un ostrakon en El Cairo.[9]
- [Ramsés-…]pare es el 20 en la procesión de príncipes de Abidos, que muestra un orden ligeramente diferente de ellos.[7]
- Ramsés-Maatptah ("Justicia de Ptah") solo se conoce por una carta, en la que el sirviente de palacio Meryotef lo reprende.[7]
- Ramsés-Meretmire ("Amar como Ra") es el 48.º en la procesión de Uadi es-Sebua.[7]
- Ramsés-Meriamun-Nebueben se conoce por las inscripciones de su ataúd.[7]
- Ramsés-Meriastarte ("Amado de Astarté") es el 26 en la procesión de Abidos.[10]
- Ramsés-Merimaat ("Amado de Maat") es el 25 en la procesión de Abidos.[10]
- Ramsés-Meriset ("Amado de Set") se conoce por un bloque de piedra del Ramesseum, reutilizado en Medinet Habu. Es el 23 en la procesión de Abidos y se nombra en una estela, un dintel de puerta y en la jamba de una puerta.[10]
- Ramsés-Paitnetjer ("El sacerdote") es conocido por un ostrakón de El Cairo.[10]
- Ramsés-Siatum ("Hijo de Atum") es el 19 en la procesión de Abidos.[10]
- Ramsés-Sikhepri ("Hijo de Khepri") es el 24 en la procesión de Abidos.[10]
- (Ramsés)-Userkhepesh ("Fuerte de brazo") es el 22 en la procesión de Abidos.[10]
- Ramsés-Userpehti ("Fuerte de fuerza") es probablemente un hijo de Ramsés II. Se le menciona en una estatua de Menfis y en una placa votiva.[10]
- Seshnesuen[…] y Sethemhir[…] se mencionan en un ostrakón de El Cairo.[10]
- [Seth]emnakht ("Set como el campeón") y Shepsemiunu ("El noble en Heliópolis") se conocen a partir de bloques de piedra del Ramesseum, reutilizados en Medinet Habu. [Seth]emnakht también se menciona en una puerta.[10]
- Uaermaa[…] se menciona en un ostrakón de El Cairo.

## Hijas
Es más difícil determinar el orden de nacimiento de las hijas que el de los hijos. Las primeras diez suelen aparecer en el mismo orden. Muchas de las princesas se conocen solo de Abidos y de ostraka. Las seis princesas mayores tienen estatuas en la entrada del gran templo de Abu Simbel.
1. Bintanat ("Hija de Anat"), hija de Isis Nofret, más tarde Gran Esposa Real.
2. Baketmut ("Sierva de Mut")
3. Nefertari, posiblemente la esposa de Amun-her-khepeshef.[14]
4. Meritamón ("Amada de Amón") es la hija de Nefertari, más tarde Gran Esposa Real. Probablemente sea la más conocida de las hijas de Ramsés.[10]
5. Nebettaui ("Señora de las Dos Tierras") más tarde se convirtió en Gran Esposa Real.[15]
6. Isis Nofret ("La bella Isis ") también es conocida por una carta en la que dos cantantes preguntan por su salud. Es posible que fuera la homónima esposa de Merenptah, Isis Nofret, pero también es posible que la esposa de Merenptah fuera la hija de Khaemwaset, también llamada Isis Nofret.[8]
7. Henuttauy ("Señora de las Dos Tierras") era hija de Nefertari.
8. Werenro
9. Nedjemmut ("Mut es dulce")
10. Es probable que Pypuy sea una dama homónima que era "hija de Iwy" y fue enterrada nuevamente con un grupo de princesas de la XVIII dinastía en un escondrijo de Sheij Abd el-Qurna.[7]

De la procesión de hijas de Luxor: Nebetiunet ("Señora de Dendera", 11.), Renpetnefer/Parerenpetnefer (12.), Meritjet (13.), Nebet[…]h[…]a (14.), Mut-Tuya (15.), Meritptah (“Amada de Ptah”, 16.)
De la procesión de Abidos: Nubher[…] (18.), Shehiryotes (19.), Henut[…] (20.), Meritmihapi (“Amada como Hapi ”, 22.), Meritites (“Amada por su padre”, 23.), Nubemiunu (24.), Henutsekhemu (“Señora de los poderes”, 25.), Henutpahuro[…] (26. ), Neferura (“Belleza de Ra”, hija de Maathorneferura, 31.), Meritnetjer (“Amada del dios”, 32.), […]khesbed (16. en la segunda procesión de Abidos)
De Uadi es-Sebua: Henutpare[…] (58.), Nebetnehat (59.),
De un ostrakón del Louvre: […]taweret (3. ), Henuttaneb (“Señora de todas las tierras”, 4. ), Tuya (5.), Henutdesh (6.), Hetepenamón (“Paz de Amón”, 7.), Nebetimmunedjem (8.), Henuttamehu (“Dama del Bajo Egipto”, 9.), Nebetananash (10.), Sitamón (“Hija de Amón”, 11.), Tia-Sitra (“Hija de Ra”, 12.), Tuya-Nebettaui (13.), Takhat (probablemente la misma que la homónima esposa de Seti II; 14.), Nubemweskhet (15.)